# آيسيك
الرابطة الدولية للطلاب في الاقتصاد والأعمال، أو ما يعرف اختصاراً بالـآيسيك (AIESEC)، منظمة عالمية للشباب تطور القدرات الريادية من خلال برامج الريادة الداخلية، وتشرك الطلاب والخريجيين في البرامج التدريبية والتبادل الطلابي العالمي للمنظمات الربحية والغير ربحية. مقرها الرئيسي في نوتردام، هولندا. في يوليو 2011، احتوت شبكة الآيسيك على أكثر من 60 ألف عضواً في 110 بلداً وأرضاً. إنها واحدة من أكبر المنظمات الطلابية التشغيلية في العالم. تمثل في أكثر من 2100 على مستوي العالم، توفر أكثر من 20 ألف خبرة ريادية لاعضائها، وتبعث الطلبة والخريجيين في أكثر من 16 ألف تبادل طلابي عالمي سنوياً. يدعم الآيسيك أكثر من 4 آلاف منظمة شريكة على مستوي العالم حيث تنظر هذه المنظمات إلي آيسيك علي أنها تدعم وتطور الشباب وتوفر المجال للأفراد الموهوبين المتحمسين لتحقيق نمو شخصي.

## تاريخ
بدأت الفكرة وراء آيسيك في ثلاثينيات القرن العشرين، عندما تبادل ممثلو المدارس من أوروبا المعلومات في مختلف البرامج والمدارس المتخصصة في إدارة الأعمال والاقتصاد. كان الطلاب يتبادلون البرامج التدريبية في بلاد مختلفة برغبتهم الشخصية، وانتهى كل ذلك إلى طريق مسدود مع بدء هجمات الحرب العالمية الثانية. في عام 1944، وعلى الرغم من ذلك ظلت الدول الإسكندنافية المحايدة تتبادل الطلاب في ستوكهولم. أنشأ برتيل هيدبرغ (مسئول في مدرسة ستوكهولم للاقتصاد) والطلاب (ياروسلاف زيي من تشيكوسلوفاكيا وستانيسلاس كولنس) من بلجيكا آيزي (AIESEC)، أصل/سلف آيسيك، التي أنشأت رسمياً عام 1948. في ذلك الوقت كانت الرسالة (التوسع في فهم الدولة عن طريق التوسع في فهم الأفراد)، و (تغيير العالم بتغيير شخص واحد في وقت واحد). في عام 1949، اشترك 89 طالب فيما يسمى (مؤتمر ستوكهولم)، وهو الأول من العديد من برامج التبادل.
في أواخر الخمسينيات من القرن العشرين، وصلت آيسيك/أوروبا إلى الولايات المتحدة وأقامت اتصالاً مع جامعة ييل ومدرسة كولومبيا لإدارة الأعمال لتبحث مع أحدهما أو كليهما إمكانية تأسيس آيسيك في الولايات المتحدة. وكانت النتيجة أن قاموا بإرسال ثلاثة طلاب وهم بيري ورست، ونورم بارنت، وستيفن كيلي في بعثة استكشافية إلى المؤتمر الدولي السنوي في كولونيا في ألمانيا، في فبراير 1959. عند عودتهم إلي الوطن، أسّس هؤلاء الطلاب الثلاثة فصول للآيسيك في كل من جامعة ييل ومدرسة كولومبيا لإدارة الأعمال. في صيف 1959، تبادلت آيسيك/الولايات المتحدة إثني عشر منحة تدريبية. العام التالي، توسّعت آيسيك/الولايات المتحدة في ستة جامعات أخرى وتبادل أكثر من ثلاثين منحة تدريبية في جنيف سويسرا في عام 1960. كما توسعت في غانا ونيجيريا والكاميرون في عام 1988 في مدينة ياوندي حيث تؤسس رأس جسر لمزيد من التوسع في أفريقيا وفتح الطريق أمام التوسع في القارات الأخرى.
في نهاية عام 1960، تم تبادل 2467 منحة، أما في نهاية عام 1970 كان عدد المنح المتبادلة 4232. العلامة البارزة في تاريخ الآيسيك هي «موضوع البرنامج الدولي» التي أسست رسمياً كل الحلقات الدراسية الدولية والإقليمية والمحلية ذات المواضيع المحددة، والتي مع الوقت أصبحت دليلاً استرشادياً لأجيال الآيسيك المستقبلية. في العقود التالية، كانت المواضيع المحورية التجارة الدولية، وإدارة التعليم، والتنمية المستدامة، وريادة الأعمال والطاقة والتي كانت عاملاً مؤثراً في اقتصاد العالم ومسؤلية الشركات. في تسعينيات القرن العشرين تم تأسيس شبكات داخلية تدعى «إنسايت» لتسهيل التواصل.